# Syrena Rekord
Syrena Elektro – przedsiębiorstwo w Warszawie, największa polska wytwórnia płytowa w czasach II Rzeczypospolitej.

## Opis

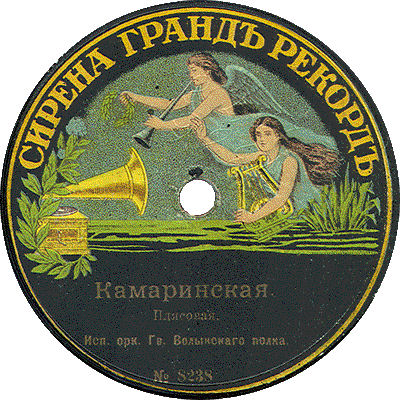
Nazwa Syreny Grand Record w 1908 po rosyjsku

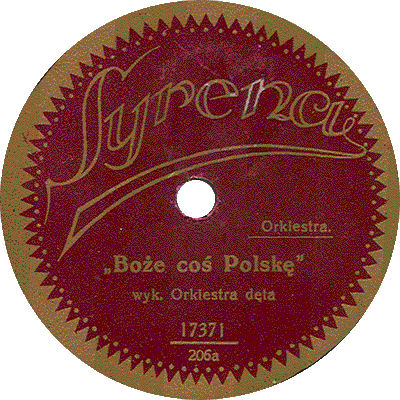
Nazwa Syreny już po polsku, ok. 1925

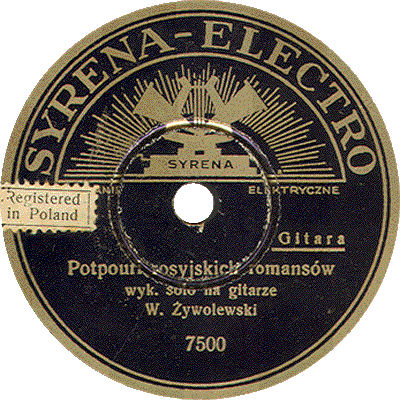
Nazwa Syrena Elektro ok. 1929

Założycielem przedsiębiorstwa Syrena Grand Rekord (Сирена Грандъ Рекордъ) w 1906 był warszawski kupiec i przemysłowiec Juliusz Feigenbaum. Dyrektorem został Karl Zandahl. W latach 1911–1912 powstały nowe budynki fabryczne przy ul. Chmielnej 66.
W czasie I wojny światowej większość majątku przedsiębiorstwa została wywieziona pod Moskwę, gdzie połączyła się z innymi małymi przedsiębiorstwami, takimi jak Metropol-Record czy Zwukopis[niewiarygodne źródło?]. W 1915 nagrała kilkadziesiąt nowych płyt. Później spółka zawiesiła działalność (do 1921).
Po powrocie w 1921 do Warszawy Juliusz Feigenbaum, który od 1914 przebywał w Szwajcarii wznowił działalność przedsiębiorstwa. W 1923 ukazał się pierwszy powojenny katalog nagrań. W następnych latach „Syrena” utwierdziła swoją dominującą pozycję na polskim rynku muzycznym. 
Od 1929 wprowadzono elektryczny sposób nagrywania; przedsiębiorstwo zmieniło swoją nazwę na „Syrena-Electro”. Na początku lat 30. XX wieku Feigenbaum przeszedł na emeryturę, a jego miejsce zajął Hilary Tempel. Ostatni katalog „Syreny-Electro” ukazał się podczas wakacji 1939. 
Po kapitulacji Warszawy wytwórnia została przez Niemców zamknięta a wyposażenie wywiezione jako mienie pożydowskie.

## Archiwum nagrań
Część nagrań posiada w swych zbiorach Muzeum Polskie w Ameryce.